# Kofi Kingston
Kofi Nahaje Sarkodie-Mensah (Kumasi, 14 augustus 1981), beter bekend als Kofi Kingston, is een Ghanees professioneel worstelaar die sinds 2006 actief is in de World Wrestling Entertainment. Kingston is de eerste Afro-Amerikaanse WWE World Heavyweight Champion in de geschiedenis. Kingston stichtte met Big E en Xavier Woods de worstelgroep The New Day, waarmee hij vanaf de herfst van 2014 enorm populair werd. 
Kingston is een 4-voudig WWE Intercontinental Champion, een 3-voudig WWE United States Champion en 8-voudig WWE Tag Team Champion, waarvan 5 keer met "The New Day" en 1 keer met CM Punk. Kingston is de 30e Triple Crown Champion en 20e Grand Slam Champion in de geschiedenis. Kingston staat voorts bekend om zijn eclatante manier van eliminaties afwenden in de Royal Rumble, die hij nog nooit won. 

## Jeugdjaren
Sarkodie-Mensah werd geboren in de buurt van de stad Kumasi in de regio Ashanti, maar zijn familie emigreerde in 1982 naar de Verenigde Staten toen Sarkodi-Mensah een jaar oud was. Hij groeide op in Boston, Massachusetts en studeerde af aan Boston College. Vanaf de jaren '90 ambieerde hij een latere carrière als professionele worstelaar. Zijn vader, Kwasi, werkte destijds op het college waar Sarkodie-Mensah school liep.

## Professioneel worstelcarrière (2006-)
In 2006 maakte Sarkodie-Mensah zijn officiële worsteldebuut, toen hij worstelde tegen Tony Omega in "Chaotic Wrestling". Sarkodie-Mensah werd getraind door Walter "Killer" Kowalski, een voormalig professioneel worstelaar die Triple H onder zijn hoede had in de jaren '90. Al snel kwam Sarkodie-Mensah uit voor kleinere onafhankelijke worstelorganisaties zoals "Millennium Wrestling Federation", "New England Championship Wrestling", "Eastern Wrestling Alliance" en dus ook "Chaotic Wrestling".

### World Wrestling Entertainment (WWE) (2006-)

#### Opleiding (2006-2007)
In september 2006 tekende Sarkodie-Mensah een contract bij de World Wrestling Entertainment. Sarkodie-Mensah werd aanvankelijk getraind in het opleidingscentrum "Deep South Wrestling", dat van 2005 tot 2007 als opleidingscentrum fungeerde. Sarkodie-Mensah maakte op 21 september 2005 zijn debuut als "Kofi Nahaje Kingston" en verloor van Montel Vontavious Porter, een wedstrijd die het scherm niet haalde. Na de stopzetting van "Deep South Wrestling" werd Sarkodie-Mensah naar het opleidingscentrum "Ohio Valley Wrestling" gestuurd en worstelde samen met Harry Smith als het tag team "Commonwealth Connection". 
Uiteindelijk debuteerde Sarkodie-Mensah op 5 maart 2007 onder de verkorte ringnaam "Kofi Kingston" tegen Charlie Haas en later die maand bekampte hij Trevor Murdoch. Deze wedstrijden werden niet op televisie uitgezonden. In juni 2007 opende de WWE haar nieuwe opleidingscentrum, Florida Championship Wrestling, en Kingston maakte op 26 juni 2007 zijn debuut in FCW. In zijn periode bij "Florida Championship Wrestling" werkte hij samen met Eric Pérez tegen Keith Walker en Rycklon Stephens. Kingston bleef actief in FCW tot eind 2007.

#### Ghanees personage (2007-2008)

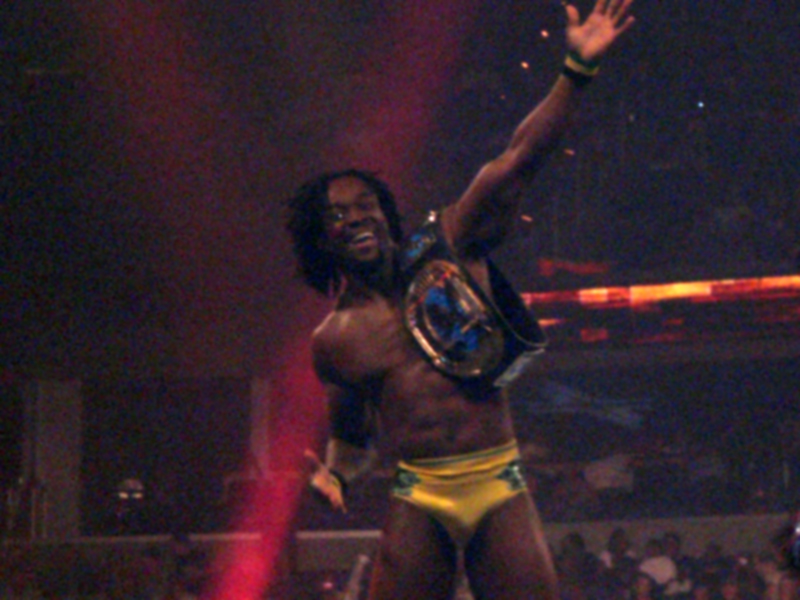
Kingston als WWE Intercontinental Champion

In december 2007 vertoonde de WWE meermaals promotionele filmpjes van Kingston. Hij wendde zijn Ghanese herkomst aan voor zijn gimmick. Kingstons beginjaren in WWE gingen vooral gepaard met winst van het WWE Intercontinental- en WWE United States Championship. 
Op 22 januari 2008 maakte Sarkodie-Mensah zijn grote televisiedebuut als "Kofi Kingston" in de show ECW en versloeg David Owen. Kingstons eerste grote wedstrijd was een "battle royal" bij het evenement WrestleMania XXIV voor een kans op het ECW Championship, maar hij werd geëlimineerd door Mark Henry. Kingston was vervolgens een maand lang ongeslagen in de show ECW en speelde vanaf april 2008 een verhaallijn naast Shelton Benjamin. Tijdens een aflevering van ECW op 20 mei 2008 beëindigde Benjamin de ongeslagen reeks van Kingston. Kingston won een Extreme Rules match van Benjamin in juni 2008, waarmee hun verhaallijn ten einde was.
Kingston versloeg Chris Jericho voor het WWE Intercontinental Championship bij het evenement Night of Champions, zijn eerste grote kampioenschap als lid van de federatie. Door deze overwinning was hij de eerste Ghanese worstelaar die een kampioenschap veroverde in de WWE. Kingston verloor de titel aan Santino Marella bij het evenement SummerSlam. In oktober 2008 veroverden Kingston en CM Punk het World Tag Team Championship van Ted DiBiase (Jr.) en Cody Rhodes. Twee maanden later moesten ze de titels afstaan aan John Morrison en The Miz.

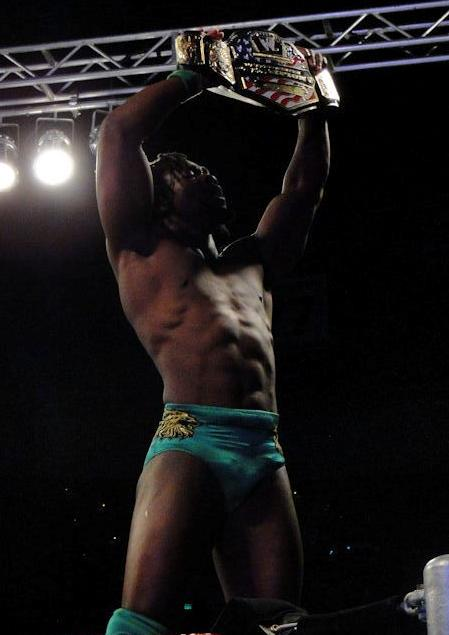
Kingston als WWE United States Champion, in 2009

#### WWE United States- en Intercontinental Championship (2009-2011)
In het voorjaar van 2009 versloeg hij Chris Jericho en bemachtigde een plek in de Money in the Bank ladder match bij het evenement WrestleMania XXV, maar kon de traditionele ladder match niet winnen. Kingston versloeg Montel Vontavious Porter op 1 juni 2009 en veroverde het WWE United States Championship. Vier maanden later moest hij de titel afstaan aan The Miz. Daarna focuste hij even op Randy Orton, maar verloor meestal van hem. Kingston werd verslagen door Orton bij het evenement Tables, Ladders and Chairs. Deze verhaallijn werd beëindigd in december 2009. Rond deze periode stopte Kingston ook met het gebruik van zijn Ghanese herkomst als gimmick. 
Tijdens een aflevering van Monday Night Raw op 22 maart 2010 versloeg hij Vladimir Kozlov en kwalificeerde zich voor de Money in the Bank ladder match bij het evenement WrestleMania XXVI, die hij uiteindelijk verloor. In april 2010 debuteerde Kingston in de worstelshow Friday Night SmackDown!, waar hij Chris Jericho versloeg. Een maand later verkondigde Theodore Long, 'General Manager' van SmackDown!, dat het kampioenschap beschikbaar was gesteld. Enkele weken later veroverde Kingston voor de tweede keer het WWE Intercontinental Championship met een overwinning tegen Christian Cage, maar voorzitter Vince McMahon maakte de beslissing van Long ongedaan en vorig kampioen Drew McIntyre kreeg zijn titel terug. 
Uiteindelijk veroverde Kingston toch voor de tweede keer het WWE Intercontinental Championship van McIntyre bij het evenement Over the Limit, waarna hij de titel verloor aan Dolph Ziggler op 28 juli 2010. Kingston won daarna voor de 3e keer het WWE Intercontinental Championship met een overwinning tegen Ziggler, meer bepaald op 4 januari 2011. Kingston moest echter de titel doorgeven aan Wade Barett op 24 maart 2011. Kingston veroverde voor de tweede keer het WWE United States Championship met een overwinning tegen Sheamus bij het evenement Extreme Rules, maar verloor van Dolph Ziggler bij het evenement Capitol Punishment.

#### "Air Boom" & tag team met R-Truth (2011-2012)

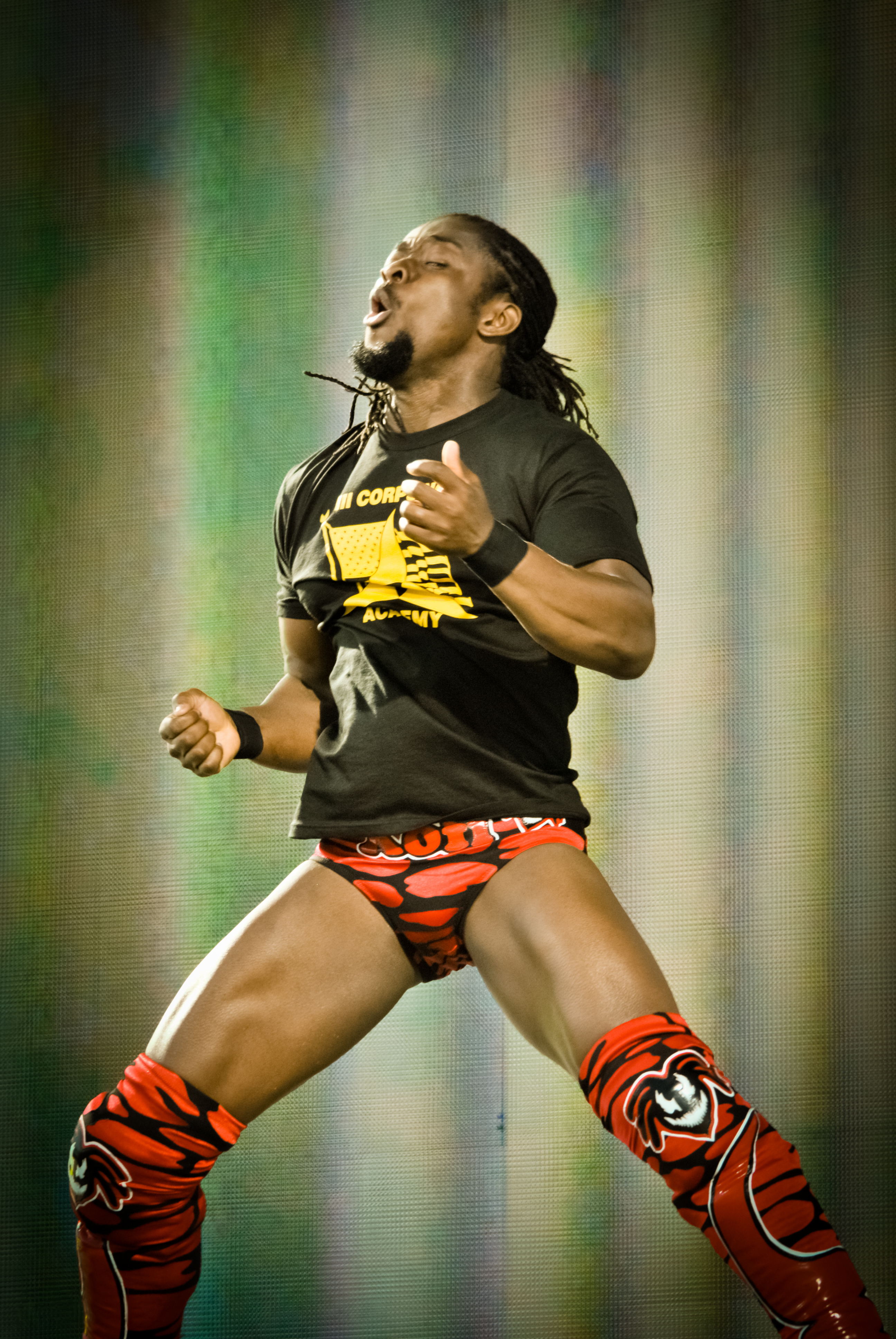
Kingston in december 2010

Tijdens een aflevering van Monday Night Raw op 22 augustus 2011 wonnen Kingston en Evan Bourne van David Otunga en Michael McGillicutty, waardoor ze het WWE Tag Team Championship veroverden. Een week later werd het duo gepromoot als "Air Boom". Na meerdere succesvolle titelverdedigingen moesten Kingston en Bourne het kampioenschap afstaan aan Primo & Epico op 15 januari 2012. Tijdens een aflevering van Raw op 30 april 2012 veroverden Kingston en R-Truth het WWE Tag Team Championship van Primo & Epico. Kingston en R-Truth versloegen Hunico en Camacho bij het evenement Money in the Bank, maar verloren de titelriemen bij het evenement Night of Champions aan Team Hell No (Daniel Bryan & Kane).

#### WWE United States Championship (2012-2014)
In oktober 2012 veroverde Kingston voor de 4e keer het WWE Intercontinental Championship met een overwinning tegen The Miz, maar in de aflevering van Oudejaarsavond werd hij verslagen door Wade Barrett. Tussendoor verdedigde hij met succes het kampioenschap tegen Damien Sandow. Op 15 april 2013 veroverde Kingston voor de derde keer het WWE United States Championship met een overwinning tegen Cesaro. Kingston moest het kampioenschap doorgeven aan Dean Ambrose van de worstelgroep The Shield bij het evenement Extreme Rules. Ambrose zou verworden tot een van de langst regerende WWE United States Champions in de geschiedenis en Kingston slaagde er niet in het kampioenschap te heroveren. Tijdens een aflevering van Friday Night SmackDown! op 27 mei 2013 verloor Kingston van Ryback. Na de wedstrijd viel Ryback hem aan door hem 3 keer door een tafel heen te gooien. Kingston liep daardoor een blessure op. Als gevolg van zijn blessure was Kingston vier tot acht weken inactief. Kingston keerde terug op 5 augustus 2013 en versloeg meteen Fandango. 
Kingston mikte op het WWE Intercontinental Championship van Curtis Axel, maar verloor bij het evenement Night of Champions. In oktober verloor hij van de cryptische Bray Wyatt bij het evenement Battleground. Een dag later nam Kingston het met The Miz op tegen The Wyatt Family (Luke Harper & Erick Rowan), maar The Miz keerde zich tegen hem. Kingston werd verslagen door The Miz bij het evenement Survivor Series in november 2013, maar nam wraak bij het evenement Tables, Ladders and Chairs. Op 13 januari 2014 versloeg hij Randy Orton, op dat moment WWE World Heavyweight Champion. Het kampioenschap van Orton stond evenwel niet op het spel. Kingston offerde zich later op voor John Cena, zodat die laatste zijn (werkelijke, niet kayfabe) vader kon wreken. Cena's vader werd eerder aangevallen door Orton. 

#### Afwenden van Royal Rumble-eliminaties (2014)
In januari 2014 nam Kingston deel aan de Royal Rumble, waar hij op een spectaculaire manier eliminatie wist te vermijden. Kingston viel op de barricade die de ring en zijn omgeving van het publiek scheidt. Hij maakte een sprong van 3 meter opdat hij de wedstrijd kon verderzetten (NB: een worstelaar mag met de voeten de grond naast de ring niet raken). Uiteindelijk werd hij geëlimineerd door Roman Reigns, die dat jaar een inmiddels verouderd record vestigde van meeste eliminaties, met name 12. Kingston nam in april 2014 deel aan de inaugurele "André the Giant Memorial Battle Royal" bij het evenement WrestleMania XXX, die werd gewonnen door Cesaro. Kingston viel op door over de bovenste spanschroef gegooid te worden door Cesaro, waarna hij eliminatie voorkwam door met zijn tenen op de stalen trappen te balanceren alvorens terug de ring te betreden. Hij werd geëlimineerd door Sheamus. 
Kingston worstelde in juni 2014 tegen Bo Dallas bij het evenement Payback, maar werd aangevallen door Kane omdat hij volgens die laatste over de schreef was gegaan in tweets gericht aan Stephanie McMahon. Kane werkte in dienst van McMahons groep "The Authority", een machtspaar aan de zijde van haar man Triple H. Kingston nam toen deel aan een "battle royal" voor het WWE Intercontinental Championship bij het evenement Battleground, waar hij zich opnieuw liet opmerken wat betreft het afwenden van eliminatie. Kingston werd opgevangen door Big E Langston, die hem vervolgens op de schouders droeg en Kingston terug in de ring plaatste. Deze bewuste actie was feitelijk het begin van The New Day, aangezien Kingston en Big E vanaf dat ogenblik een tag team vormden. Hij verloor uiteindelijk de wedstrijd. 

#### The New Day (2014-heden)

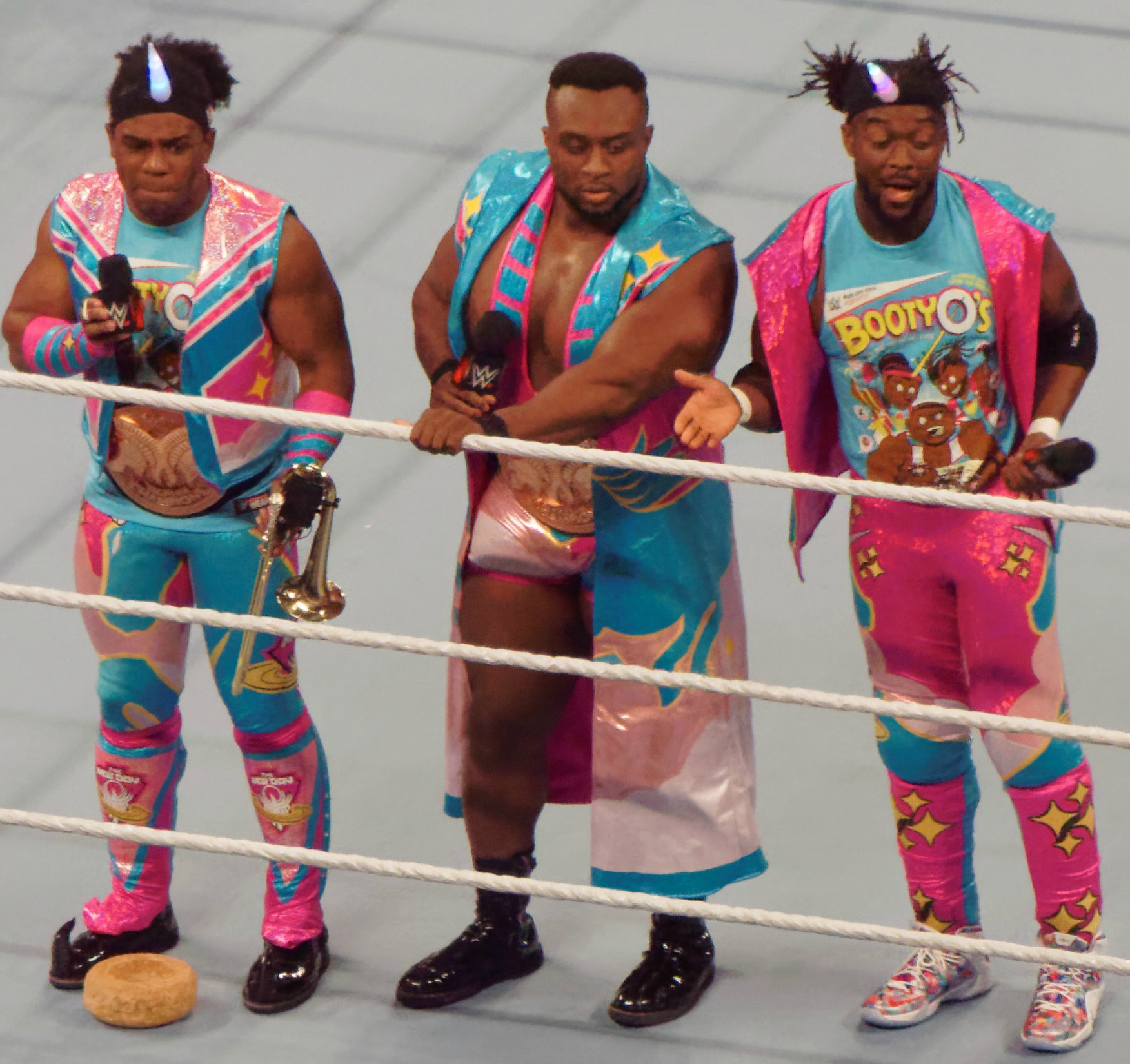
Kingston (rechts) als lid van The New Day met Xavier Woods en Big E (centraal)

Tijdens een aflevering van Monday Night Raw op 21 juli 2014 werden Kingston en Big E benaderd door Xavier Woods. Kingston en Big E accepteerden het aanbod van Woods, maar de groep ontbond algauw - zonder teken of vermelding van toekomstplannen. In oktober 2014 werden promotionele filmpjes verspreid van Kingston, Woods en Big E, waarin ze "The New Day" werden genoemd. "The New Day" maakte hun officiële debuut op 28 november 2014, toen ze Titus O'Neil, Heath Slater en Curtis Axel versloegen in een aflevering van Raw. Het trio versloeg Goldust en Cody Rhodes bij het evenement Tables, Ladders and Chairs in december 2014. 
Kingston en Big E veroverden het WWE Tag Team Championship van Tyson Kidd en Cesaro bij het evenement Extreme Rules in april 2015. "The New Day" nam toen deel aan de allereerste tag team Elimination Chamber match bij het gelijknamig evenement, waar ze vasthielden aan de titels. "The New Day" verloor het WWE Tag Team Championship bij het evenement Money in the Bank aan The Prime Time Players (Titus O'Neil & Darren Young) in juni 2015, maar legde alweer beslag op het kampioenschap bij het evenement SummerSlam. "The New Day" verdedigde met succes de titelriemen tegen The Dudley Boyz (Bubba Ray & D-Von Dudley) bij het evenement Hell in a Cell en versloegen The Usos (Jimmy & Jey Uso) bij het evenement Royal Rumble in januari 2016. 
In deze periode speelde Kingston voor het eerst in zijn carrière de rol van heel ("slechterik"). Zijn periode als "slechterik" duurde niet lang, want "The New Day" lachte kort daarna de impopulaire "The League of Nations" uit, een team bestaande uit Alberto Del Rio, Wade Barrett, Sheamus en Rusev, hetgeen "The New Day" een face turn opleverde ("good guys"). "The New Day" versloeg "The League of Nations" bij het evenement Roadblock in maart 2016. "The New Day" verbrak op 22 juli 2016 het record van Paul London en Brian Kendrick wat betreft meeste dagen als onbetwiste WWE Tag Team Champions. Het team was toen 332 dagen kampioen. Uiteindelijk verloor "The New Day" de titelriemen na 483 dagen aan Cesaro en Sheamus bij het evenement Roadblock: End of the Line in december 2016. 
Kingston nam in januari 2017 opnieuw deel aan de Royal Rumble, waarin hij naar goede gewoonte aan vervroegde eliminatie wist te ontsnappen. Baron Corbin wilde hem elimineren, maar Kingston greep zich vast aan het bovenste touw in een geslaagde poging te overleven. Kingston werd later geëlimineerd door Cesaro en Sheamus. In april 2017 presenteerde "The New Day" het evenement WrestleMania 33. Kort daarna liep Kingston een enkelblessure op, waardoor hij out was tot mei 2017. "The New Day" daagde "The Usos" uit bij het evenement Money in the Bank. De groep won via count-out, waardoor "The Usos" vasthielden aan de titel. Er volgde een nieuwe ontmoeting bij het evenement Battleground, waar "The New Day" dan toch opnieuw het WWE Tag Team Championship veroverde. Kingston was de eerste worstelaar die gedurende zijn carrière zowel de Raw- als SmackDown!-versies van het WWE Tag Team Championship én het voormalige WWE World Tag Team Championship heeft gedragen. Een maand later verloor "The New Day" de titelriemen echter aan "The Usos" bij het evenement SummerSlam. "The New Day" werd verslagen door The Shield (Dean Ambrose, Roman Reigns & Seth Rollins) bij het evenement Survivor Series in november 2017. 
In januari 2018 nam Kingston deel aan de Royal Rumble, maar werd geëlimineerd door Andrade "Cien" Almas. Een maand later nam "The New Day" het op tegen "The Usos", maar verloor na inmenging van "The Bludgeon Brothers" (Luke Harper & Erick Rowan). "The New Day" ontmoette zowel "The Usos" als "The Bludgeon Brothers" voor het WWE SmackDown Tag Team Championship bij het evenement WrestleMania 34, maar verloor. "The Bludgeon Brothers" veroverden de titelriemen. "The New Day" versloeg "The Bludgeon Brothers" bij het evenement SummerSlam in augustus 2018, maar dat gebeurde via diskwalificatie. Deze regel stelt dat een kampioenschap niet van houder kan veranderen. Twee dagen later slaagde "The New Day" er wel in de titels te veroveren tijdens een aflevering van SmackDown!. "The New Day" speelde het WWE SmackDown Tag Team Championship kwijt aan Cesaro en Sheamus in de 1000ste aflevering van SmackDown! en kon de titels niet heroveren bij het evenement Crown Jewel. 

#### WWE Championship (2019-heden)

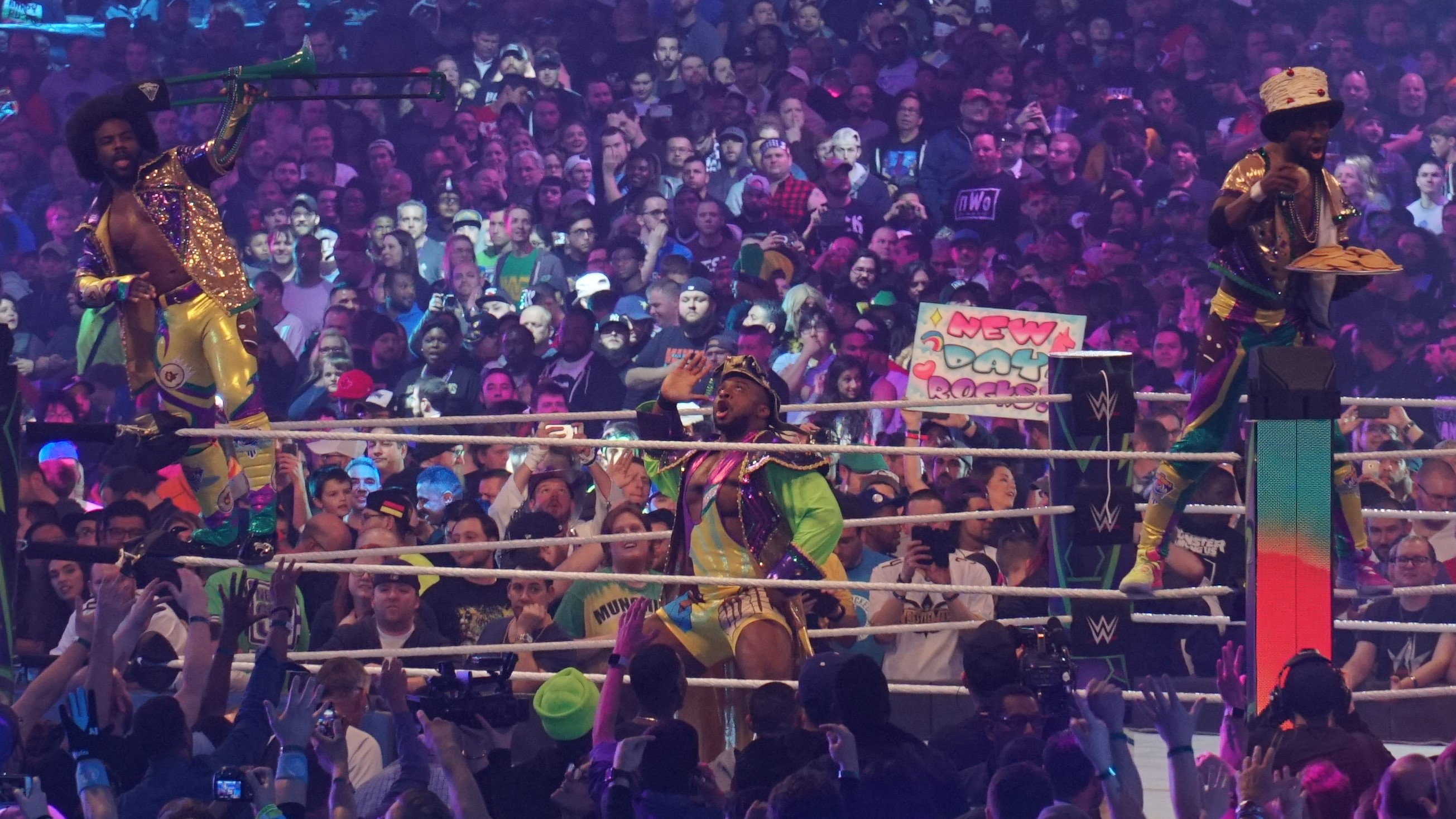
Kingston (rechts) met "The New Day" in april 2018

Kingston nam in januari 2019 deel aan de Royal Rumble, waarin hij werd geëlimineerd door Drew McIntyre. Tijdens een aflevering van SmackDown! op 12 februari 2019 was een lid van The New Day voorzien om Mustafa Ali te vervangen in de Elimination Chamber match voor het WWE Championship van Daniel Bryan bij het gelijknamig evenement. Mustafa Ali had namelijk een wezenlijke blessure opgelopen. Kingston werd geselecteerd als zijn vervanger. Een uitputtings- en eliminatieslag (jargon: "Gauntlet") zou bepalen wie als laatste de Chamber zou betreden, een niet te overschatten voordeel. Kingston hield meer dan een uur vol, maar werd geëlimineerd door A.J. Styles. Desondanks nam Kingston deel aan de "Elimination Chamber". Hij kwam als derde binnen, elimineerde Randy Orton, maar werd als laatste geëlimineerd door Bryan.
"Elimination Chamber" zweepte uiteindelijk een verhaallijn op tussen Kingston en Bryan, waarin hij en zijn vrienden van "The New Day" - Big E en Xavier Woods - vonden dat Kingston een rechtstreekse kans verdiende op het WWE Championship van Bryan. "The New Day" was van mening dat Kingston met 11 jaar dienst zijn strepen intussen wel had verdiend. Vince McMahon deelde hun mening echter niet en plaatste de wederoptredende Kevin Owens in een titelwedstrijd tegen Bryan bij het evenement Fastlane in maart 2019. Kingston werd schijnbaar ook aan die wedstrijd toegevoegd, maar na het betreden van de ring werd in plaats daarvan aangekondigd dat Kingston het moest opnemen tegen Cesaro en Sheamus in een handicap match, die hij verloor. Mustafa Ali was de andere uitdager van Bryan, die het WWE Championship kon behouden. 
"The New Day" was woedend op McMahon. Die laatste kondigde aan dat hij "water bij de wijn" zou doen en plaatste Kingston in een nieuwe "Gauntlet", met Randy Orton, Cesaro, Sheamus, Erick Rowan en Samoa Joe als tegenstanders. Kingston won de wedstrijd, maar McMahon was nog steeds niet "overtuigd". Kingston legde daarom zijn vertrouwen in handen van Big E en Xavier Woods, die Bryan en Rowan moesten verslaan in een "Gauntlet" op 26 maart 2019. Indien ze verloren, kreeg Kingston de titelkans niet. Kingston plaatste zich met dank aan zijn vrienden voor een rechtstreekse titelkans tegen Bryan bij het evenement WrestleMania 35. Kingston versloeg Bryan en veroverde voor het eerst in zijn carrière het WWE Championship. Kingston was de eerste Afro-Amerikaanse wereldkampioen in de geschiedenis van de federatie. De wedstrijd kreeg lovende reviews van verschillende media. Kingston versloeg Kevin Owens een maand later bij het evenement Money in the Bank. 

## Prestaties
- World Wrestling Entertainment/WWE
  - WWE Championship (1 keer)

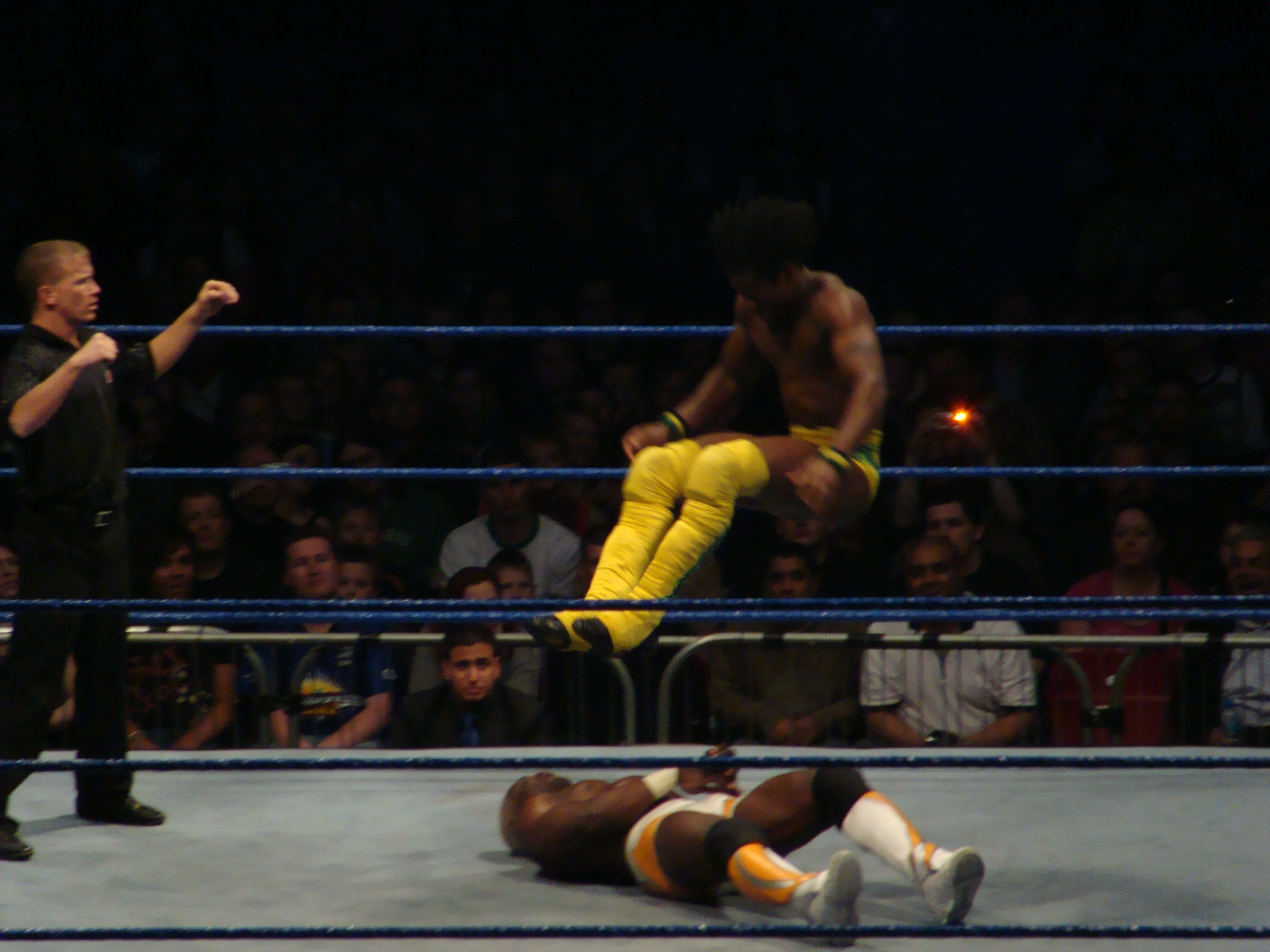
Kingston voerde een "Boom Drop" uit op Shelton Benjamin

  - WWE Intercontinental Championship (4 keer)
  - WWE United States Championship (3 keer)
  - WWE World Tag Team Championship (1 keer met CM Punk)
  - WWE Tag Team Championship (7 keer: met Evan Bourne (1x), R-Truth (1x) en The New Day (5x))
  - Triple Crown Championship (30e)
  - Grand Slam Championship (20e)
  - Slammy Award
    - "Tell Me I Did NOT Just See That" Moment Of The Year (2012)
- Pro Wrestling Illustrated
  - PWI Tag Team of the Year (2012) met R-Truth